# Кванмьонсон-2
Кванмьонсон-2 (на корейски: 광명성 2호, „Ярка звезда 2“) е комуникационен изкуствен спътник на Северна Корея за мирни цели.
Изстрелян е в 11:30 часа местно време на 5 април 2009 г. Според САЩ и техни съюзници това е прикритие за тест на балистична ракета Тепходон-2. Северна Корея поддържа твърдението си, че спътникът е в Космоса, макар западните космически агенции отричат това, а според руската „спътникът вероятно не е там“.

## Предистория
През 1998 година Северна Корея обявява, че е изстреляла успешно спътника Кванмьонсон-1. Нито американското космическо командване НОРАД, нито която и да било друга западна космическа агенция засича такъв спътник в орбита или приема излъчванията му. Единствено руската космическа агенция потвърждава, че е имало такъв спътник в орбита. Съединените щати първоначално обявяват, че историята със спътника е била просто покритие за опитно изстрелване на балистичната ракета със среден обсег Тепходон-1. Впоследствие от НОРАД обаче признават, че наистина е имало опит за изстрелване на спътник, но най-вероятно катастрофална повреда в третата степен на ракетата му е попречила да се задържи в орбита.
На 4 юли 2006 Северна Корея провежда ново изстрелване на балистична ракета, този път междуконтиненталната Тепходон-2. Въпреки че ракетата се взривява около 40 секунди след старта, изстрелването предизвиква гневни реакции от страна на САЩ, Южна Корея и Япония, които налагат санкции на КНДР и гласуват резолюция в ООН, налагаща мораториум върху изстрелвания на каквито и да било ракети от нейна страна.
По случай 10-годишнината от първото изстрелване, на 31 август 2008 Радио Пхенян обявява, че ще бъдат изстрелвани още спътници от серията Кванмьонсон. Малко преди това чрез сателитни снимки е разкрито съществуването на нов космодрум в северозападната част на КНДР, недалеч от границата с Китай. На 15 септември в този комплекс успешно са тествани двигател на ракетата Тепходон-2 и неговата стартова система.
На 2 февруари 2009 Иран, който от дълго време активно сътрудничи със Северна Корея в областта на ракетните технологии, успешно изстрелва своя спътник Омид със собствена ракета в ниска околоземна орбита.
 Още на следващия ден, 3 февруари, на спътникови снимки е забелязано придвижването на голяма ракета чрез влак от Пхенян до нов космодрум. По-малко от две седмици по-късно, на 23 февруари, в Северна Корея вече има официални съобщения за подготовка по изстрелването на нов спътник. Официално, като основна цел на севернокорейския Комитет за космически технологии (КККТ) е поставено изпращането на човек в Космоса и неговото връщане на Земята.  На 25 февруари 2009 иранската информационна агенция цитира председателя на Великото народно събрание на КНДР Чхой Те-бок, според когото „Всички ирански технологични постижения са и наши постижения“. На следващия ден Корейската централна информационна агенция съобщава, че ККИ има дългосрочна програма за извеждането на различни видове спътници в орбита.

## Подготовка
На 12 март КНДР обявява присъединяването си към Договора за космическото пространство и Конвенцията за регистриране на изстреляни в Космоса спътници. Предупреждава Международната организация за гражданска авиация и Международната морска организация за намеренията си да изстреля спътник. На 30 март в Интернет се появяват сателитни снимки на ракетата и стартовата площадка.
В края на март КНДР изнася информация, че изстрелването ще стане между 4 и 8 април, като за всеки ден е предвиден времеви прозорец от 5 часа, между 2 и 7 часа Гринуичко време. Северна Корея предупреждава, че е възможно останки от втората степен да паднат в териториални води на крайните северни области на Япония. По-голямата част от обявената за опасна зона обаче е извън японски териториални води.

## Изстрелване
На 5 април 2009, в 11:30 часа местно време, от космодрума Мусудан-ри е засечено изстрелване на ракета. Седем минути след това тя прелита над Япония, и продължава полета си към космоса. Япония не прави опит да я свали, след изявлението на Пхенян, че опит за сваляне би означавал „война“. Спътникът е изстрелян в перфектни метеорологични условия и отделянето на степените се е осъществило по план. Технически детайли относно Кванмьонсон-2 все още не са известни, но според представител на южнокорейското правителство ракетата наистина е пренасяла спътник. Според НОРАД и Южна Корея спътникът не е успял да влезе в орбита и третата степен се е разбила в Тихия океан, на 3850 км от Мусудан-ри. По първоначални данни на външното министерство, както и на агенцията за контрол на въздушното и космическо пространство на Русия, спътникът успешно е изведен в околоземна орбита, но след повторно претърсване на космическото пространство по дадените от КНДР координати, Космическите войски на Русия не успяват да го открият.

## Реакции
- САЩ – Американският президент Барак Обама нарича изстрелването „провокативно“ и призовава Северна Корея да се придържа към решенията на Съвета за сигурност на ООН.[29] Според него севернокорейските програми за балистични ракети и ядрени оръжия представляват „заплаха за мира в североизточна Азия и целия свят“[30] и че „с това действие Северна Корея се изолира още повече от международната общност“.[31]

- Южна Корея – Южна Корея нарича изстрелването „безразсъдно“ и „заплаха за мира“.[32]

- Япония – Според японското правителство Северна Корея „трябва да съжалява“ за изстрелването, и настоява за спешно събрание на Съвета за сигурност, както и евентуални санкции.[33]

- Русия – Русия, също като Китай, призовава за „сдържаност“ и проверява дали изстрелването на спътник е в разрез с резолюция 1718 на СС на ООН.[34][31]

- Китай – Китайското правителство призовава за „спокойствие“ и „въздържание“.[35]

- Франция – Според Никола Саркози Северна Корея „се е поставила извън закона“ и трябва да се предприемат стъпки по „наказване на режима“.[31]

- Северна Корея защитава правото си да изследва Космоса и отхвърля обвиненията, че изстрелването е било пробно изстрелването на балистична ракета. На 29 април говорител на външното министерство на КНДР призовава Съветът за сигурност да се извини за осъдителните реакции и да отмени всички резолюции срещу страната, в противен случай ще бъдат извършени опити с междуконтинентални балистични ракети, както и ядрени опити.[36]